# (499) Венузия
(499) Венузия (швед. Venusia) — крупный астероид внешней части главного пояса, который принадлежит к тёмному спектральному классу P. Он был открыт 24 декабря 1902 года немецким астрономом Максом Вольфом в обсерватории Хайдельберга и назван в честь шведского острова Вен.

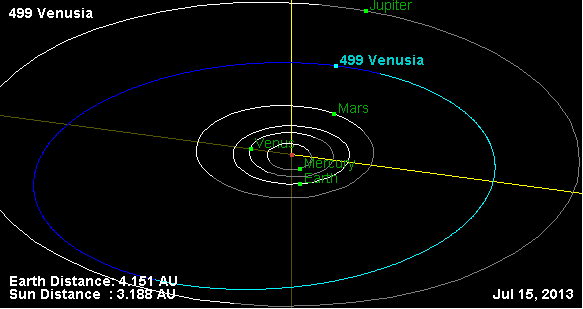
Орбита астероида Венузия и его положение в Солнечной системе